# Javier Bedoya Denegri
Javier Ignacio Bedoya Denegri (Lima, 14 de noviembre de 1980) es un abogado y político peruano. Miembro del Partido Popular Cristiano, fue teniente alcalde del distrito de San Isidro desde el 1 de enero del 2015 hasta el 31 de diciembre del 2018 y exfuncionario del Banco Interamericano de Desarrollo.

## Biografía

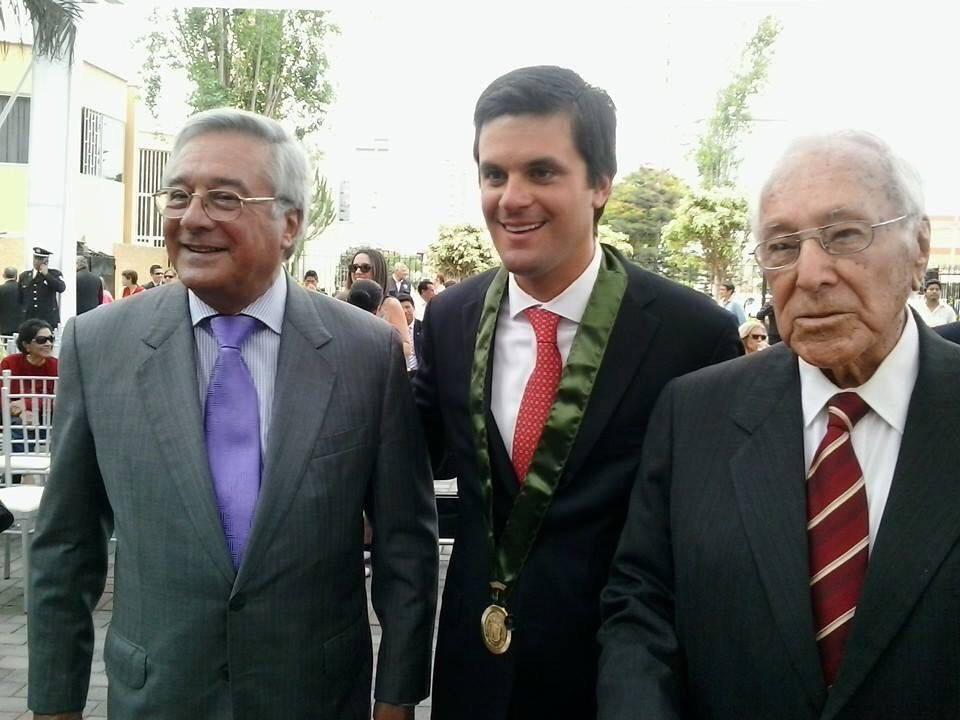
Los Bedoya durante la juramentación de Bedoya Denegri como Teniente Alcalde de San Isidro

Nació en la ciudad de Lima, el 14 de noviembre de 1980. Es hijo del excongresista Javier Bedoya de Vivanco y de Norma Denegri Ponce de León. Es nieto del exalcalde de Lima y fundador del Partido Popular Cristiano, Luis Bedoya Reyes.
Realizó sus estudios primarios y secundarios en el Colegio Markham de Lima. Sus estudios universitarios los realizó en la Universidad de Lima, donde cursó la carrera de Derecho. Posteriormente realizó una Maestría en Derecho (LL.M.) en la Universidad de Duke, donde adicionalmente obtuvo un Certificado en Derecho Ambiental.
Se desempeñó como abogado del sector público del Banco Interamericano de Desarrollo en Washington D. C. y en Lima. También es socio del Estudio Bedoya Abogados.

## Carrera política
Desde muy joven es militante del Partido Popular Cristiano.
Se inició en la política por primera vez cuando en las elecciones municipales del 2014 ganó las elecciones internas de su Partido para ser candidato a teniente alcalde del Distrito de San Isidro. Luego, en las elecciones municipales del 2014, Bedoya logró ser elegido para dicho cargo para el periodo 2015-2018. Su mandato concluyó el 31 de diciembre de 2018 y en su momento Bedoya confirmó públicamente que no estaba en sus planes postular a la alcaldía del distrito en las elecciones municipales del 2018.

## Municipalidad de San Isidro
Comisiones
Durante el año 2015 presidió la comisión de Asuntos Jurídicos, Laborales y Sociales y fue miembro de la comisión de Administración, Finanzas, Sistemas y Fiscalización.
Durante el año 2016 presidió la comisión de Asuntos Jurídicos, Laborales e Informática, así como la Comisión de Seguridad Ciudadana, Fiscalización, Tránsito y Gestión de Riesgo de Desastres. Asimismo, fue miembro de la comisión de Administración, Finanzas, Rentas y Presupuesto.
Durante los años 2017 y 2018 presidió la comisión de Asuntos Jurídicos, Laborales e Informática, así como la Comisión de Seguridad Ciudadana, Fiscalización, Tránsito y Gestión de Riesgo de Desastres. Asimismo, fue miembro de la comisión de Administración, Finanzas, Rentas y Presupuesto y de la comisión  de Desarrollo Urbano, Sostenibilidad, Obras y Servicios Municipales.
Contacto con los vecinos
Haciendo uso de las facultades que le confiere la Ley Orgánica de Municipalidades y el Reglamento de Organización y Funciones de la Municipalidad de San Isidro, Bedoya se caracterizó por convocar en campo a los miembros de las Juntas Vecinales con el propósito de escucharlos y buscar soluciones a sus problemas. 

## Partido Popular Cristiano
Vida partidaria
En octubre del 2020, mediante comunicación dirigida a Luis Bedoya Reyes, Bedoya solicitó licencia a su militancia en el Partido Popular Cristiano tras una supuesta coalición con el partido Alianza para el Progreso. Bedoya consideró que dicha alianza era una seguidilla de malas decisiones políticas, además, de considerar que el Partido Popular Cristiano había perdido su esencia de partido de centroderecha conservador al adoptar posiciones progresistas. Posteriormente, en el 2022, aceptó regresar al Partido Popular Cristiano y formar parte de comité de inscripción luego que éste perdiera su inscripción como Partido Político en el 2021 al no pasar la valla electoral. Asimismo, para el regreso de Bedoya al Partido Popular Cristiano, fue fundamental que toda la dirigencia anterior renunciara a sus cargos.
Para la segunda vuelta de las elecciones generales del 2021, Bedoya anunció su apoyo a la candidatura de Keiko Fujimori del partido Fuerza Popular. Actualmente ejerce como secretario general del Partido Popular Cristiano desde agosto del 2023.